# Bandera de Cornualles
La bandera de Cornualles, un condado ceremonial en el suroeste de Inglaterra, es la bandera de su patrón, San Piran. Es conocida en el idioma inglés como The Banner (o Flag) of Saint Piran, y en el idioma córnico como Baner Peran.
La bandera tiene una cruz blanca encima de un campo negro. Significa estaño, un metal que era abundante en Cornualles, y que la tradición local afirma que fue descubierto por San Piran. Según la leyenda, el religioso hizo una cruz blanca de estaño encima de cenizas negras. Cornualles era también conocido por su plomo antes de la época cristiana. La primera referencia indudable a la bandera fue en 1835, en un libro del historiador Davies Gilbert sobre la historia de Cornualles. Fue publicado en 1838. En 1888, una ventana en la Abadía de Westminster fue dedicada al ingeniero córnico Richard Trevithick. En ella él está rodeado por los santos córnicos y la bandera de Cornualles.